# Jakob Schubert
Jakob Schubert (Innsbruck, 31 de diciembre de 1990) es un deportista austríaco que compite en escalada, especialista en las pruebas de dificultad, bloques y combinada.
Participó en dos Juegos Olímpicos de Verano, obteniendo dos medalla de bronce, en Tokio 2020 y París 2024, ambas en la prueba combinada.
Ganó once medallas en el Campeonato Mundial de Escalada entre los años 2011 y 2023, y seis medallas en el Campeonato Europeo de Escalada entre los años 2010 y 2022. Además, consiguió una medalla de plata en los Juegos Mundiales de 2013.

## Palmarés internacional
| Juegos Olímpicos   | Juegos Olímpicos         | Juegos Olímpicos  | Juegos Olímpicos |
| Año                | Lugar                    | Medalla           | Prueba           |
| ------------------ | ------------------------ | ----------------- | ---------------- |
| 2020               | Tokio (Japón)            | Medalla de bronce | Combinada        |
| 2024               | París (Francia)          | Medalla de bronce | Combinada        |
| Campeonato Mundial |                          |                   |                  |
| Año                | Lugar                    | Medalla           | Prueba           |
| 2011               | Arco (Italia)            | Medalla de plata  | Dificultad       |
| 2012               | París (Francia)          | Medalla de oro    | Dificultad       |
| 2016               | París (Francia)          | Medalla de plata  | Dificultad       |
| 2018               | Innsbruck (Austria)      | Medalla de oro    | Dificultad       |
| 2018               | Innsbruck (Austria)      | Medalla de oro    | Combinada        |
| 2019               | Hachioji (Japón)         | Medalla de plata  | Bloques          |
| 2019               | Hachioji (Japón)         | Medalla de plata  | Combinada        |
| 2019               | Hachioji (Japón)         | Medalla de bronce | Dificultad       |
| 2021               | Moscú (Rusia)            | Medalla de oro    | Dificultad       |
| 2023               | Berna (Suiza)            | Medalla de oro    | Dificultad       |
| 2023               | Berna (Suiza)            | Medalla de oro    | Combinada        |
| Campeonato Europeo |                          |                   |                  |
| Año                | Lugar                    | Medalla           | Prueba           |
| 2010               | Imst Innsbruck (Austria) | Medalla de bronce | Dificultad       |
| 2013               | Eindhoven (Países Bajos) | Medalla de bronce | Bloques          |
| 2015               | Innsbruck (Austria)      | Medalla de oro    | Combinada        |
| 2017               | Múnich (Alemania)        | Medalla de plata  | Combinada        |
| 2017               | Múnich (Alemania)        | Medalla de bronce | Dificultad       |
| 2022               | Múnich (Alemania)        | Medalla de oro    | Combinada        |